# Las Olas River House
Das Las Olas River House ist ein 42-stöckiger Wolkenkratzer in Downtown Fort Lauderdale, Florida, und ist mit 137 Metern das höchste Gebäude der Stadt. Der Name Las Olas River House beschreibt eigentlich einen Komplex bestehend aus dem Las Olas River House I, einem Wohnhaus, welches aus 2 42-stöckigen und einem 34-stöckigen Gebäude besteht, und einem weiteren geplanten Gebäude, welches 25 Stockwerke zählen soll.
Das Gebäude besitzt neben 285 Eigentumswohnungen auch einen 930 m² großen, verglasten Fitnessraum, der ausschließlich für Bewohner zugänglich ist, und einen 5.600 m² Dachgarten auf Höhe des sechsten Stocks.
Der Gebäudekomplex ist wie viele andere neu errichteten Gebäude Teil Hochhausbooms in Downtown Fort Lauderdale.
Seit dem 5. Mai 2014 gibt es durch die Vereinigung AxisSpace ebenfalls eine Büroetage mit Konferenzräumen.